# Transpondedor

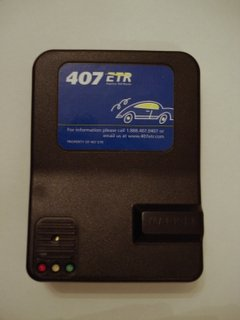
Un transpondedor de peaje de la autopista 407 de Ontario.

Un transpondedor o transponder es un tipo de dispositivo utilizado en telecomunicaciones cuyo nombre viene de la fusión de las palabras inglesas transmitter (transmisor) y responder (contestador/respondedor).
Se designa con este término (o con alguna de las abreviaturas XPDR, XPNDR, TPDR o TP) a equipos que realizan la función de:
- Recepción, amplificación y reemisión en una banda distinta de una señal (estos transpondedores se utilizan en comunicaciones espaciales para adaptar la señal satélite entrante/saliente a la frecuencia de los equipos en banda base).
- Respuesta automática de un mensaje (predeterminado o no) a la recepción de una señal concreta de interrogación (su uso normal son las etiquetas RFID, pero también se utilizan en aeronáutica para sistemas de pseudo-radar).

## Tipos
Básicamente existen dos tipos de transpondedores: pasivos y activos.
- Pasivos: Son aquellos elementos que son identificados por escáneres, robots o computadoras, tales como las tarjetas magnéticas, las tarjetas de crédito o las etiquetas con forma de espiral que llevan los productos de los grandes almacenes (sistema RFID). Para ello, es necesario que interactúe con un sensor que decodifique la información que contiene y la transmita al centro de datos. Generalmente, estos transpondedores tienen un alcance muy limitado, del orden de un metro, constan de un Circuito LC  que engendra una débil onda electromagnética cuando se encuentran dentro de un campo magnético por lo que no requiere fuente de alimentación.

- Activos: Se emplean en sistemas de localización, navegación o posicionamiento. De manera más concreta, se puede decir que un transpondedor activo es toda cadena de unidades o equipos interconectados en serie en un canal, que modifican y adecuan la señal desde el  receptor (habitualmente antena receptora) hasta el emisor (habitualmente antena emisora), con el fin de retransmitir la información recibida. En algunos casos se utiliza el término, de manera estrictamente incorrecta, para designar al amplificador de señal que se encuentra justo antes del elemento emisor. En estos sistemas, el transpondedor responde a una frecuencia distinta a aquélla en la que se le había preguntado, y ambas, la de entrada y la de salida de datos, están predefinidas. En estos casos los alcances son gigantescos; tanto, que se emplean sin problema alguno en toda la transmisión actual de equipos espaciales (televisión por satélite). También se utilizan para navegación y búsqueda/rescate.

### Usos
En aeronáutica, todas las plataformas tienen que contar con un transpondedor para el control de tráfico aéreo; este se dedica a comunicar la identificación de la aeronave, así como datos necesarios para la correcta posición de la plataforma (como altura barométrica, velocidad y demás información de interés). Generalmente los transpondedores funcionan bajo demanda; es decir, un interrogador (también conocido como radar secundario o SSR) emite una interrogación (1030 MHz), que el transpondedor entiende, generando la respuesta con la información solicitada
En automoción, se utiliza para dar seguridad a la llave del coche. Desde 1995, fueron varias las marcas que lo introdujeron, como Seat, Audi y Volkswagen, y en sus orígenes era el tipo fijo (libera un código que siempre es el mismo y nunca varía), muy fácil de copiar. Después, se utilizó el tipo crypto, que libera un código que siempre es el mismo pero el cual va enmascarado por un algoritmo, por último, el sistema más actual del tipo Rolling Code, que libera un código personalizado y distinto cada vez, lo cual da un grado de seguridad mucho más elevado.
En la náutica comercial existen sistemas transpondedores llamados SART que son de uso obligatorio para facilitar la búsqueda y rescate de náufragos.

## Aviación

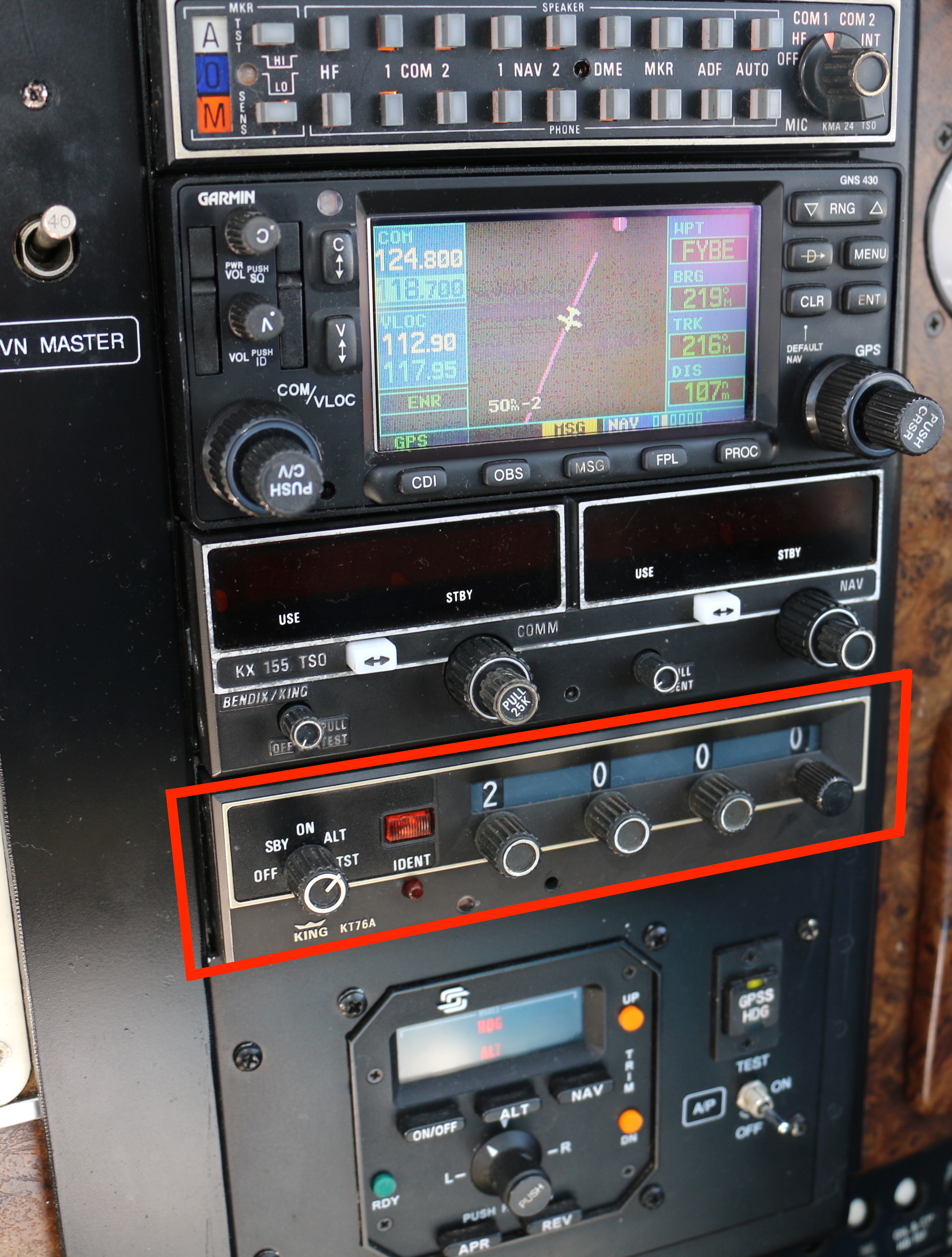
Un transpondedor en un avión privado que emite pitidos en el año 2000.

### Funcionamiento
En aviación, este sistema establece una comunicación electrónica entre el equipo a bordo de la aeronave y la estación en tierra. Por medio de este enlace, el personal de control de tránsito aéreo detecta y proporciona guía a la aeronave, detectándola en una pantalla de radar secundario (SSR, por sus siglas en inglés Secondary Surveillance Radar) y controlándola en forma independiente del piloto, ya que los datos dinámicos como altura, rumbo y velocidad son recuperados automáticamente por el controlador. Con este sistema, el CTA (Control de Tráfico Aéreo) mantiene la separación entre aeronaves, evitando colisión.
El transpondedor de la aeronave recibe la señal de interrogación en una frecuencia de 1030 MHz, y transmite las respuestas en una frecuencia de 1090 MHz.
Existen dos modos básicos para interrogar a la aeronave: el modo A y el modo C.
En el  modo A se pregunta por la identificación de la aeronave por medio de dos pulsos, P1 y P3, separados 8 microsegundos. Estos pulsos los emite la antena direccional. La aeronave responde con un código de identificación octal de 4 dígitos para la aeronave, ingresado en la cabina pero asignado por el controlador de tránsito aéreo. Ciertos códigos son asignados permanentemente y disparan un asignador especial. Por ejemplo, 7700 es un código común de emergencia; 7600 se utiliza para indicar fallos en las comunicaciones.
En el modo C se pregunta a la aeronave por su altitud con dos pulsos, P1 y P3, separados 21 microsegundos. Estos pulsos los transmite la antena direccional. En el tren de pulsos de interrogación se agrega el pulso P2, transmitido por una antena omnidireccional, con el objeto de eliminar respuestas a lóbulos secundarios. La respuesta del transpondedor inicia 3 microsegundos después de recibir P3, y consiste en una secuencia de hasta 15 pulsos entre dos pulsos F1 y F2 espaciados 20.3 microsegundos. En el modo C se utilizan 11 pulsos de información para transmitir la altitud barométrica, proporcionada por el computador de datos de aire.
Es requisito en las actuales aeronaves contar con un transpondedor operando en modo S. Este modo permite un enlace de comunicación completo; es decir, se tiene una comunicación entre computadores con protocolos. Este tipo se aplica al sistema de TCAS o radar de colisión, un sistema que prevé posibles colisiones entre diferentes aeronaves. 
En el modo S el formato incluye 24 pulsos de dirección, contiene un pulso de identificación de modo, P4, y de 56 a 112 pulsos de datos. En estos pulsos de datos se pueden codificar señales aire-aire para evitar colisión, reportes meteorológicos, ATIS, alertas, servicio de vigilancia de tráfico.
En un tablero de control de transponder modo S de un Boeing 757, al oprimir el interruptor “IDENT” se  envía un pulso SPI en el modo A para originar un brillo intermitente en la pantalla radar de tierra, como medio de comprobar la identificación de la aeronave.
Un transponder modo S identifica si las interrogaciones son en modo S ú otro modo, para preparar la respuesta.
Actualmente se usan unos determinados modos de comunicación: modo SIFs (1,2,3 y C), modo S (con varios niveles de funcionamiento) y modos militares (4 y 5).
Los modos SIFs y S, codifican la información en pulsos (la envolvente), de manera que la presencia de un pulso en una determinada posición confirma un dato. En los modos SIFs, cada pulso tiene un significado único (los pulsos significan cosas, como emergencia por ejemplo; si este pulso está presente, confirma emergencia en la plataforma interrogada), mientras que en modo S cada pulso tiene asociado un valor binario, usado para responder a la pregunta.
El modo 4, también codifica la información en los pulsos, aunque estos van cifrados.
El modo 5 es el único modo que actualmente codifica la información en la fase de la señal, haciendo las respuestas más cortas que en los modos anteriores.

## Náutica comercial
La normativa internacional GMDSS establece la obligación, para los buques comerciales (de pasajeros, de transporte a granel, petroleros, químicos, etc) de llevar a bordo un tipo de transpondedor especial llamado SART, como complemento del sistema de alerta de socorro.
El SART permite localizar supervivientes, ya que responde a las emisiones de los sistemas de radar de buques/ aviones/ helicópteros de todo tipo. En la pantalla de dichos sistemas de radar se puede identificar fácilmente la respuesta del SART a la emisión del radar, e incluso presumir la dirección de donde proviene, permitiendo una más rápida localización de los náufragos. 
El SART se lleva al bote salvavidas al abandonar el buque. Debe ir desplegado a una altura de al menos 1 metro sobre el nivel del mar y encenderse inmediatamente en modo de espera. Esto permitirá que el SART responda a las transmisiones de radares que se emitan durante las operaciones de búsqueda y rescate. El SART emitirá localmente una luz de indicación (dependiendo del modo del SART) para los supervivientes del bote salvavidas.